# Mount-Iglit-Baco-Nationalpark
Der Mount-Iglit-Baco-Nationalpark liegt auf der Insel Mindoro an der Grenze der Provinzen Occidental Mindoro und Oriental Mindoro auf den Philippinen. Er wurde am 9. November 1970 mit Ratifizierung des Republic Acts 6148 als Nationalpark ausgerufen.
Der Nationalpark erstreckt sich auf einer Fläche von 75.445 Hektar, in diesem Gebiet liegen der 2.364 Meter hohe Mount Iglit und der 2.488 Meter hohe Mount Baco. Das Terrain des Nationalparks wird als sehr zerklüftet beschrieben, mit tiefen Schluchten und großen weiten Plateaus. In dem Gebiet des Nationalparks entspringen acht Flüsse. 

## Geologie
In der Geologie wird das Gebiet als die vor über 145,5 Millionen Jahren im Jura entstandene Jura Baco-Gesteinsformation bezeichnet. Diese Gruppe setzt sich aus vulkanischen Gesteinen zusammen. Die Baco-Gesteinsformation wird in zwei Formationen unterteilt: die untere Mansalay-Formation bestehend vorwiegend aus klastischen Gesteinen wie Schiefer, Sandstein und Phyllit. Die obere Lumintao-Formation setzt sich hauptsächlich aus Basalt mit basaltischen Tuff, Sandstein, Schiefer, Tonschiefer und Phyllit zusammen. Die Mansalay-Formation ist in einem langen Gürtel von Mamburao in einer Nordwest-Südost-Ausrichtung zum Barangay-Mansalay. Die Lumintao-Formation erstreckt sich am Fluss Lumintao in Richtung Mamburao auf der westlichen Seite der Insel. Die geologischen Formationen wurden auch an den Oberlauf des Flusses Pula Balete westlich von Pinamalayan gefunden. Weitere wichtige Aufschlüsse wurden am Mittellauf des Flusses Bongabong und auch im westlichen Teil von Roxas in Oriental Mindoro gefunden.

## Flora
Im Nationalpark steht eines der letzten bewaldeten Gebiete auf Mindoro, dieser Waldbestand erstreckt sich um den Mount Iglit. Er wird als Regenwald klassifiziert. In der Nähe des Flusses Lamintao wächst auf einem Areal von 367 Hektar der Regenbaum (Samanea Saman), dessen 15 bis 20 Zentimeter lange Schoten in der Naturheilkunde zur Anwendung kommen. Entlang des Flusses Anahawin findet man die hier „Agoho“ genannte Schachtelhalmblättrige Kasuarine (Casuarina equisetifolia), einen etwa 20 Meter hohen Eisenholzbaum, der ebenfalls eine wichtige Rolle in der Naturheilkunde hat. Im gebirgigen Norden des Parks stehen an den steilen Berghängen größere Bestände an Bergregenwald. Auf Mindoro sind nur noch drei Prozent der Insel mit Regen- und Bergregenwald bedeckt. Die Vegetation um den Mount Baco ist Grasland, das sich auch im Osten und Westen des Parks erstreckt und die größte Fläche des Nationalparks ausfüllt.

## Fauna
Der Mount-Ilgit-Baco-Nationalpark ist eines der wichtigsten Rückzugsgebiete der nur auf Mindoro vorkommenden und vom Aussterben bedrohten Rinderart Tamarau (Bubalus mindorensis), einem der Nationalsymbole der Philippinen. Weitere vorkommen Säugetierarten sind der Philippinenhirsch, Wildschweine und die Borkenkletterer-Art „Mindoro Cloud Rat“. Endemisch vorkommende Vogelarten sind die Platentaube (Gallicolumba platenae), die Große Mindoro-Fruchttaube (Ducula mindorensis), die Mindoro-Zwergohreule (Otus mindorensis), der Mindorokuckuck (Centropus steerii) und der Mindoromistelfresser (Dicaeum retrocinctum).

## Kultur
Der Mount Iglit-Baco National Park ist Heimat von vier indigenen Völker der Philippinen, dieses sind die Batangan, Hinunuo, Mayan und Bangan. Sie praktizieren eine traditionelle Landwirtschaft, hauptsächlich zur Eigenversorgung.

## Quelle
- Department of Environment and Natural Ressourses, Protected Areas and Wildlife Bureau (PAWB)
- Der Mount Iglit Baco Nationalpark auf der UNESCO Tentative Liste
- BirdLife International: Iglit - Baco Mountains. Abgerufen am 17. Januar 2022.
- Geologie Mindoro auf Mines und Geology Sciences Bureau